# Scandal Show
Scandal Show é a primeira coletânea musical da banda japonesa Scandal. O álbum foi lançado no dia 7 de março de 2012, e estreou na 3ª posição na parada semanal da Oricon.

## Lista de faixas
| Regular Edition |                                 |                               |                  |                                |         |  |
| N.º             | Título                          | Letras                        | Música           | Arranjos                       | Duração |  |
| 1.              | "Harukaze"                      | Scandal, Noriyasu Isshiki     | Noriyasu Isshiki | Atsushi                        | 4:37    |  |
| 2.              | "Shōjo S"                       | Tomomi Ogawa                  | Yuichi Tajika    | Ken Ijima                      | 3:11    |  |
| 3.              | "Doll"                          | Tomomi Ogawa                  | Satoshi Tokita   | Susumu Nishikawa, Scandal      | 3:24    |  |
| 4.              | "Beauteen!!"                    | Tomomi Ogawa, Kyon            | Youtorilon       |                                | 3:40    |  |
| 5.              | "Taiyou To Kimi Ga Egaku Story" | Tomomi Ogawa, Tanaka Hidenori | Hidenori Tanaka  | Takeshi Fujii, Keita Kawaguchi | 3:57    |  |
| 6.              | "Love Survive"                  | Hidenori Tanaka, Haruna Ono   | Hidenori Tanaka  | Atsushi                        | 3:42    |  |
| 7.              | "Pride"                         | Hidenori Tanaka, Tomomi Ogawa | Hidenori Tanaka  | Keita Kawaguchi                | 4:31    |  |
| 8.              | "Switch"                        | Tomomi, Yuichi Tajika         | Yuichi Tajika    |                                | 4:03    |  |
| 9.              | "Shunkan Sentimental"           | Scandal, Natsumi Kobayashi    | Yuichi Tajika    | Keita Kawaguchi                | 3:44    |  |
| 10.             | "Haruka"                        | Hidenori Tanaka, Haruna Ono   | Hidenori Tanaka  | Keita Kawaguchi                | 5:07    |  |
| 11.             | "Scandal Nanka Buttobase"       | Aki Yoko                      | Uzaki Ryudo      | Takeshi Fuji                   | 3:29    |  |
| 12.             | "Everybody Say Yeah!"           | Tomomi Ogawa, Onoe Bun        | Tomohiro Okubo   | Keita Kawaguchi                | 3:43    |  |
| 13.             | "Kagerou -album mix-"           | Tomomi Ogawa                  | Jin Nakamura     | Jin Nakamura                   | 4:25    |  |
| 14.             | "Sakura Goodbye"                | Tomomi Ogawa, MASTERWORKS     | MASTERWORKS      | Kotaro Kubota                  | 3:57    |  |
| 15.             | "Scandal Baby"                  | Yuichi Tajika, Tomomi Ogawa   | Yuichi Tajika    | Yuichi Tajika, Keita Kawaguchi | 5:05    |  |
| 16.             | "Scandal No Theme"              |                               |                  |                                | 1:36    |  |